# 北京航空航天博物馆
北京航空航天博物馆（英語：Beijing Air and Space Museum），即中国航空学会北京航空馆，前身是成立于1958年的北航飞机陈列室，位于中华人民共和国北京市海淀区学院路37号北京航空航天大学学院路校区内。
博物馆展覽區域面积達到8300平米，馆藏300多件航空航天文物以及结构、发动机、机载设备等实物，分为长空逐梦、银鹰巡空、神舟问天及空天走廊四个常设展区。

## 功能

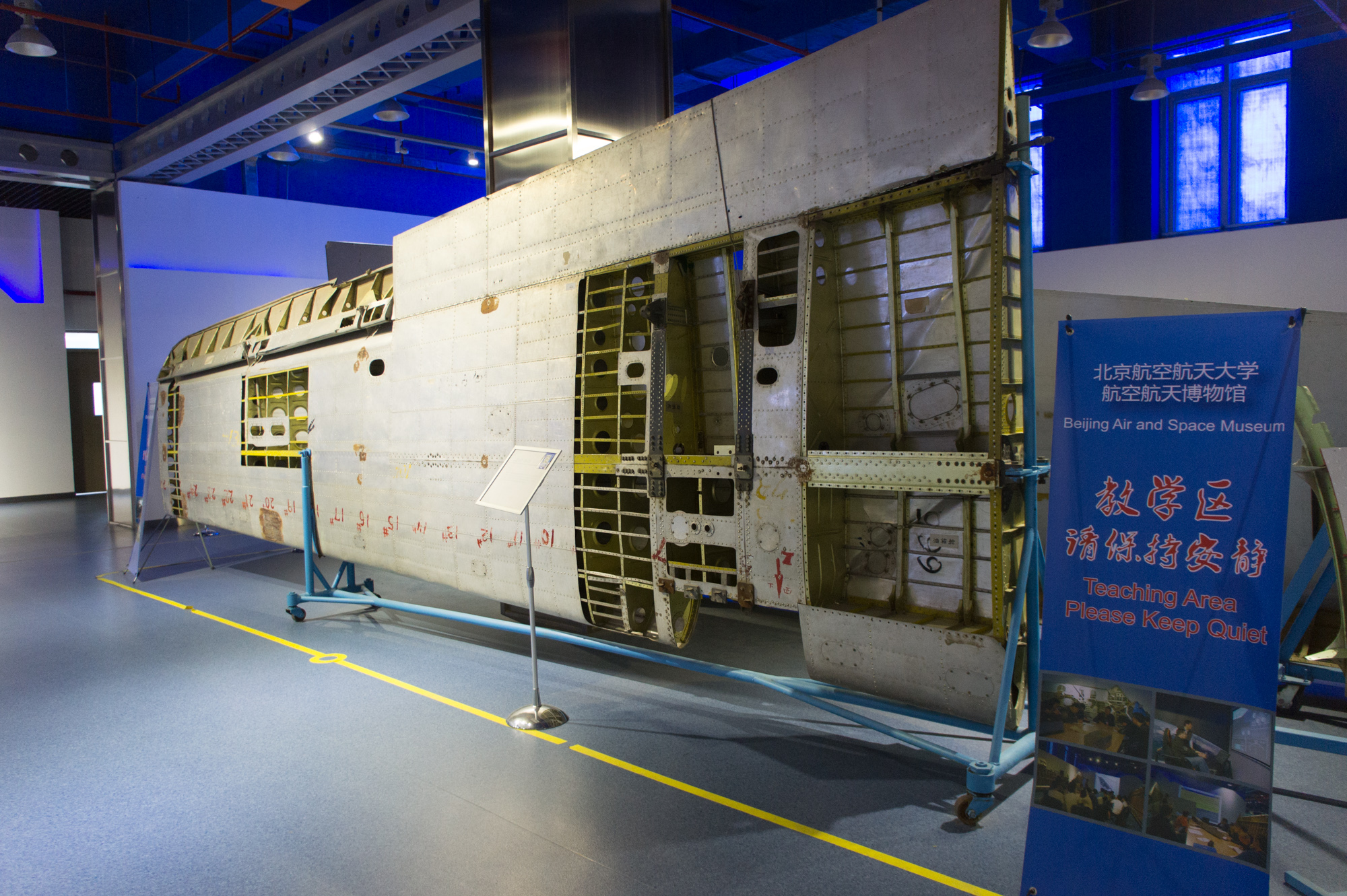
博物馆内展出的飞机机翼，其内部结构被展示出来以供北航航空相关课程的教学。

北京航空航天博物馆是中国第一座向公众开放的综合性航空科技博物馆，集教学、科普、文化传承为一体，是航空航天国家级实验教学示范中心的重要组成部分。
博物馆承担北京航空航天大学一部分教学任务，例如《航空航天概论》课程以及航空发动机、飞机结构、起落架结构、导弹结构、航天器设计等核心专业课的教学实践任务。

## 歷史
1953年北京航空学院设置飞机结构陈列室，是国内航空院校第一家。
1985年3月在飞机结构陈列室和飞机机库基础上扩建为航空馆。
1986年10月25日定名为北京航空馆，正式对外开放。
2008年起闭馆扩建，飞机转移到约200米往南的新主楼南侧的临时停机坪进行持续约四年的露天存放，后发生展品与出租车相撞的事件。
2012年10月25日于北京航空航天大学60周年校庆之际重新开馆并更名为北京航空航天博物馆。

## 常设展览

### 长空逐梦

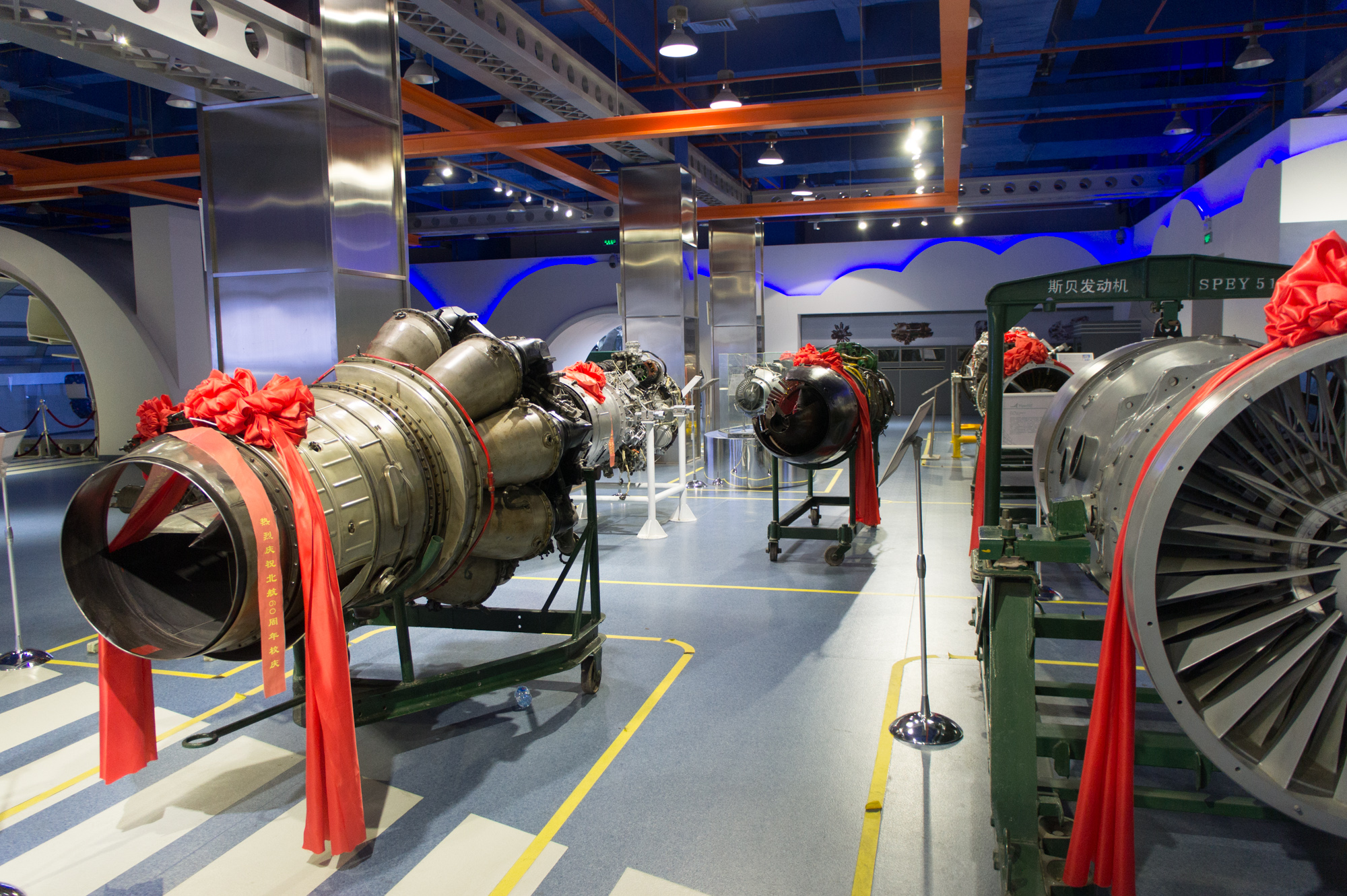
长空逐梦展厅内展出的航空发动机

长空逐梦展厅空间设计以一个完整飞机造型贯穿展厅，分四大展区：航空设计、航空发动机、航空电子、航空航天四大集团，并设有3D影院。
- 航空设计展区针对展示内容，充分利用了天花，墙面的展示空间，展项采用开放式布局。
- 航空发动机展区以静态实物展示为主，著名的藏品有：格罗姆转缸活塞发动机、AL-31F涡扇发动机等。
- 航空电子展区以互动答题的形式，系统了解航空电子的相关信息。
- 航空航天四大集团作为临时展区，以静物陈列和图文版的方式展示四大集团的相关内容。

### 银鹰巡空

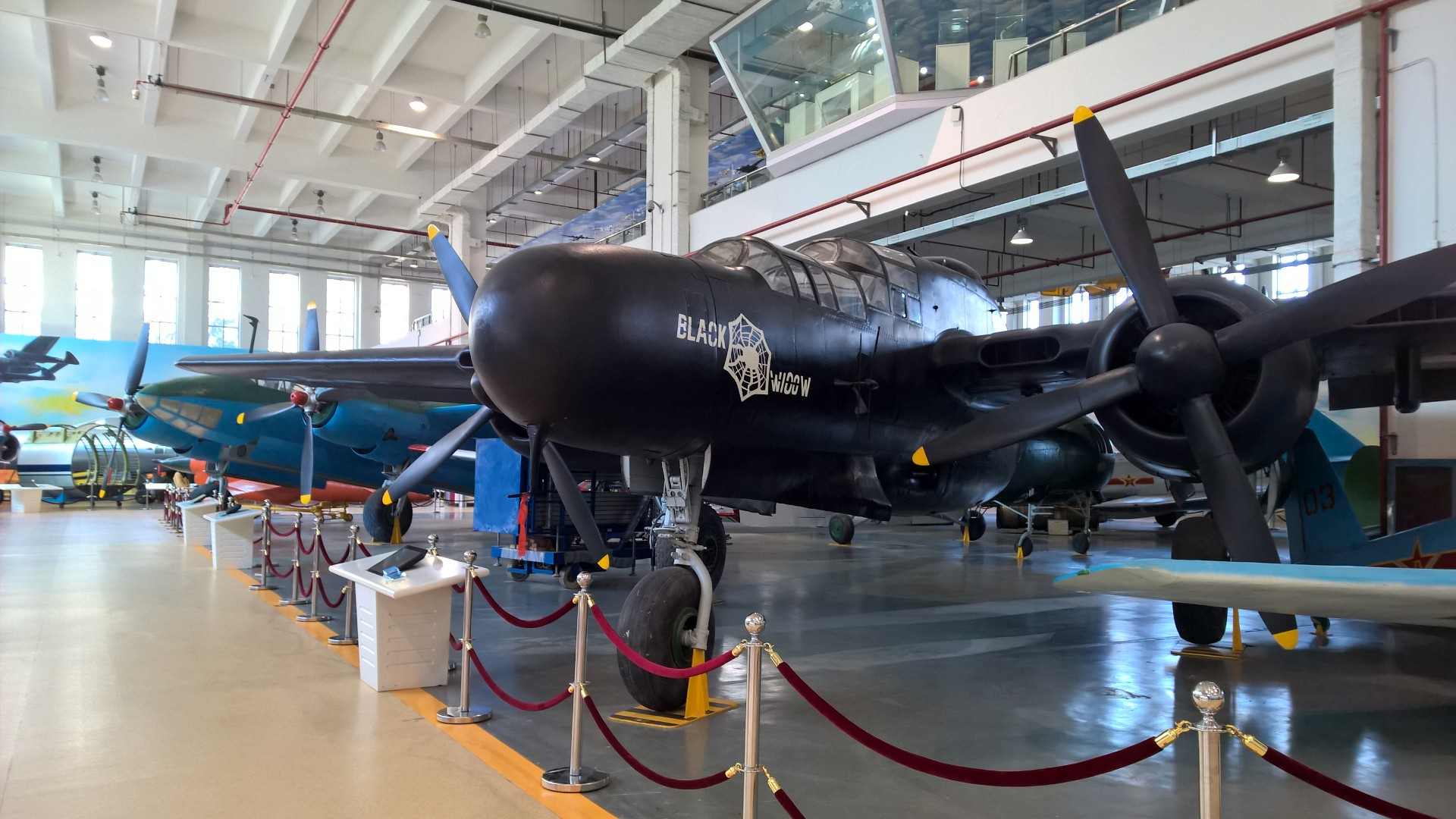
银鹰巡空展厅内的P-61黑寡妇战斗机

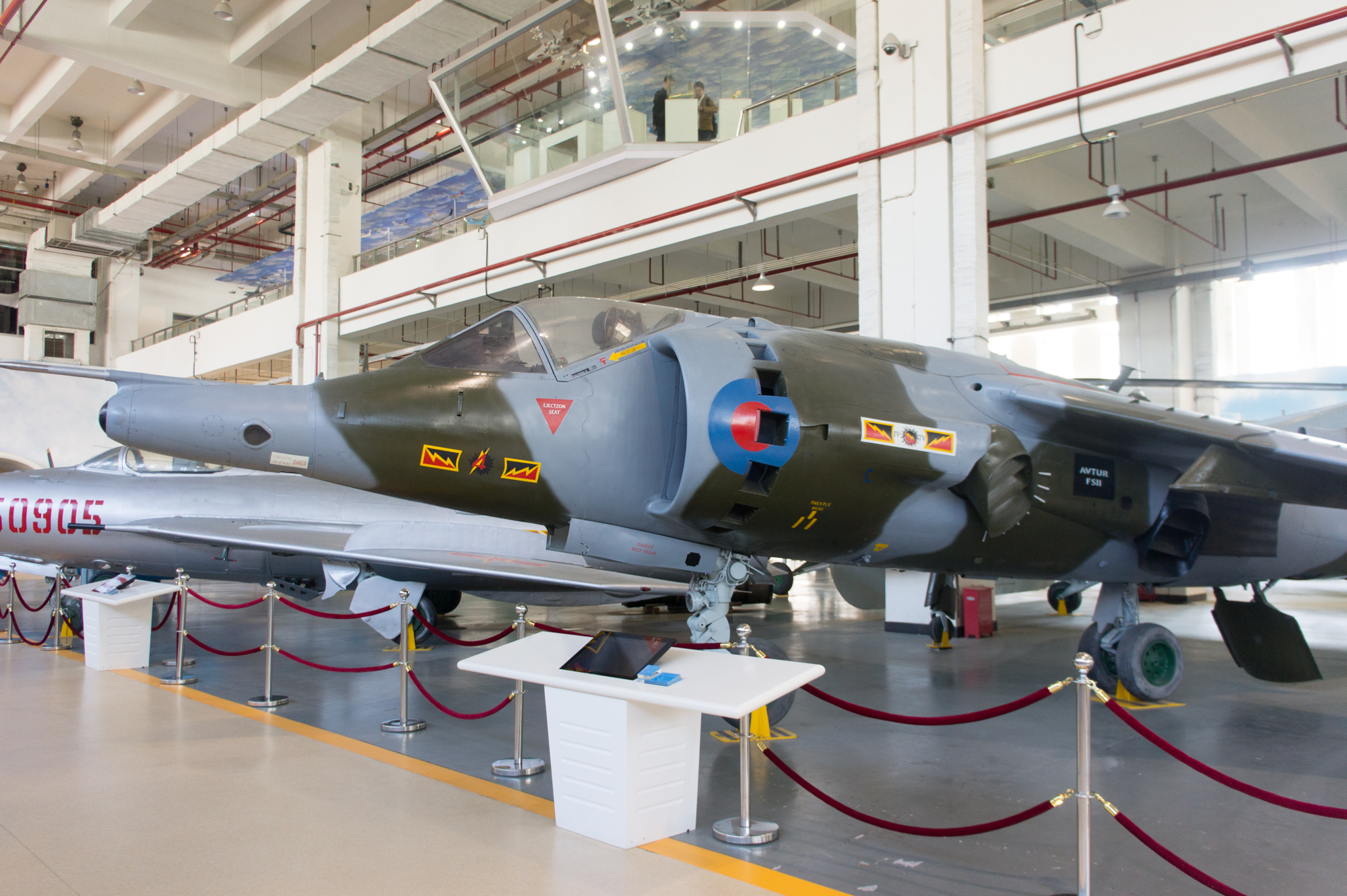
银鹰巡空展厅内的英国鹞式GR3攻击机

银鹰巡空展厅分二大展区：北航特色飞机、实体飞机展示，共有30余架实体民用及军用飞机藏品。

#### 著名展品
- P-61黑寡妇夜间战斗机（全世界仅存四架，美国之外仅有该架）
- 英国鹞式GR3攻击机（中国唯一一架）
- 北京一号（北航师生自行研制组装）

### 空天走廊
空天走廊按照航空器与航天器发展的时间顺序进行布展，顶部悬吊模型，地面多放置媒体展柜。该展区着重展示航空航天科技史，展现航空航天发展史上一个个里程碑。

### 神舟问天
神舟问天展区主要介绍航天及导弹相关展品，包括导弹、运载火箭及卫星模型，神舟七号舱外航天服、神舟飞船逃逸分离发动机等。